# Župa
Župa (latinsky comitatus, maďarsky megye, polsky żupa, německy Gespanschaft, chorvatsky županija, rumunsky județ) je vyšší územně správní celek v některých zemích, převážně střední a východní Evropy. Do žup se člení rovněž některé spolky, například Sokol, Orel či dobrovolní hasiči.

## Původ slova
Václav Machek ve svém Etymologickém slovníku jazyka českého uvádí, že etymologický původ slova bychom mohli hledat v jazykových kontaktech Praslovanů s Orientem. U jednotlivých hesel Machek zpravidla uvádí, že se výrazy pokládají za neslovanské „přejaté prostřednictvím Turkotatarů – protobulharský jazyk“, blíže však nepopisuje původní či styčný jazyk.

## Župní zřízení v různých státech

### České knížectví
Čechy byly rozděleny na župy již za dob Slavníkovců a Přemyslovců. Stařešinové a vojvodové větších kmenů, rozdělených na župy, přebývali na župních hradech, které byly majetkem celé župy a náboženským centrem (viz hradská soustava). V čele žup stáli župani (suppanus, jopanus) dosazení knížetem. Původně byly župy samosprávné, v 11. století bylo jmění žup považováno za majetek vládce. Kmen Čechů měl 9 žup, mezi nimi například Řípskou, jejímž původním sídlem byl pravděpodobně Levý Hradec nebo Budeč. Na levém břehu Vltavy ležela župa Pražská, na pravém původně župa Vyšehradská, od potoka Stativnice k řece Mži slavníkovská župa Osecká, k níž byla později připojena i přemyslovská župa Podbrdská neboli Tetínská. S Tetínskou a Pražskou župou sousedila župa Kamejcká se sídlem na Vrškamýku, další župy byly například Kouřimská či Boleslavská. Roku 845 bylo v Řezně pokřtěno 14 českých županů.
Dle nařízení Břetislava byla Morava rozdělena na tři údělná knížectví, olomoucké, brněnské a znojemské, která se dále členila na župy.
Podle Palackého se Čechy i Morava po stránce politické dělily na oukrají (čili soukrají, provincie či archidiakonáty), ty pak na menší části zvané kraje, župy nebo dekanáty. Několik žup (dekanátů) tvořilo oukrají (archidiakonát). Oukrají Kouřimsko neboli Zlicko patřilo Zličanům a dělilo se na 6 žup, Přemysl Otakar II. omezil moc županů a začal zřizovat svobodná královská města.

### Uherské království
V Uherském království existovaly župy jako administrativní jednotky od roku 1849. Vyšly z tradice středověkých a raně novověkých šlechtických stolic, zaváděných od 11. století. 

### Maďarsko
I přes rozpad Uher a mnoho reforem správního zřízení se župy dochovaly a v dnešním Maďarsku je jich 19.

### Československo

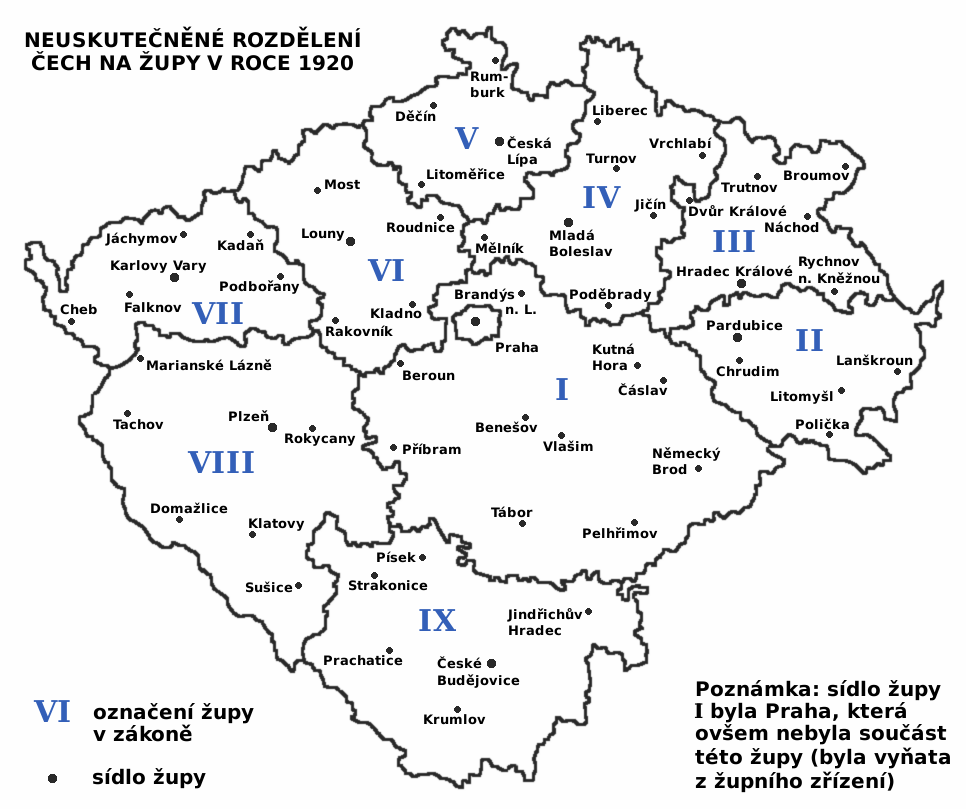
Návrh žup pro Čechy

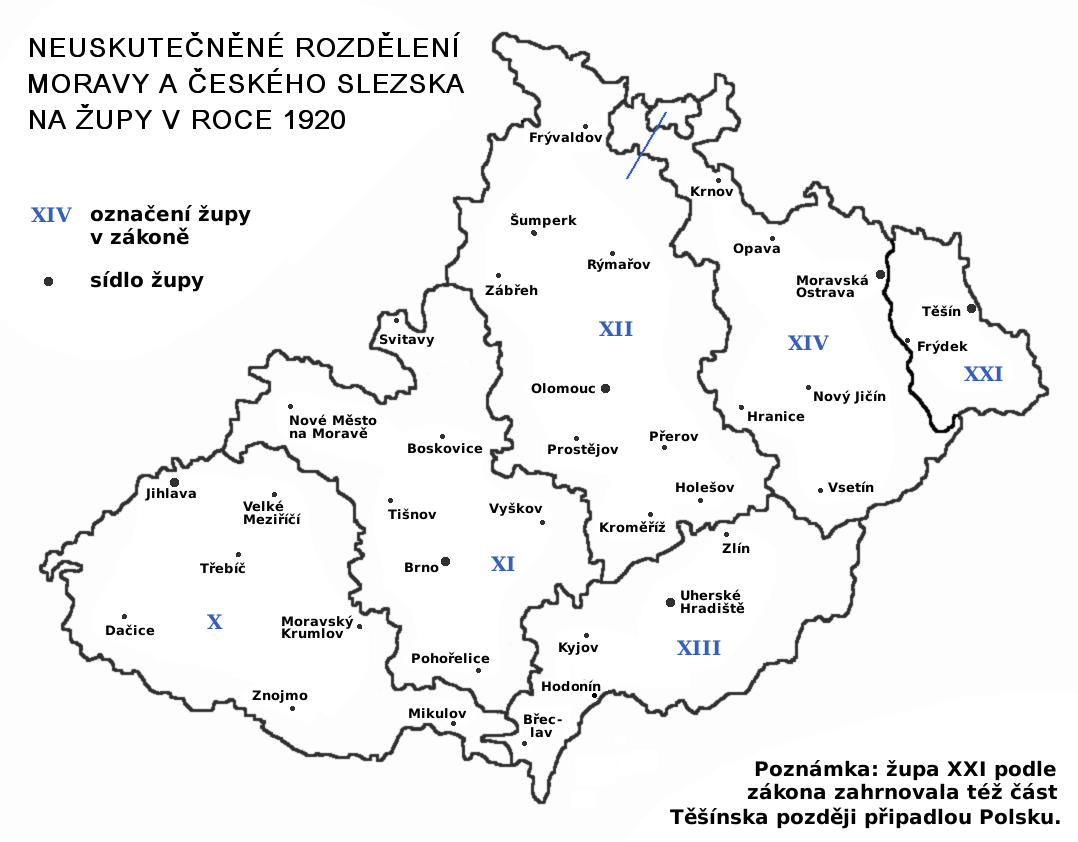
Návrh žup pro Moravu a Slezsko

Dne 29. února 1920 byl pod č. 126 Sb. z. a n. vydán zákon o zřízení župních a okresních úřadů v republice Československé. Zaváděl župní úřady a území republiky rozdělil na 21 žup – 9 v Čechách, 5 na Moravě, 1 ve Slezsku, 6 na Slovensku. Župní zákon se nevztahoval na území hlavního města Prahy, jehož správa měla být upravena zvláštním zákonem, a také na území Podkarpatské Rusi, které bylo na župy rozděleno až dodatečně.
Župy byly zřízeny následujícím způsobem :
Čechy:
1. Praha (pro okolní venkov)
2. Pardubice
3. Hradec Králové
4. Mladá Boleslav
5. Česká Lípa
6. Louny
7. Karlovy Vary
8. Plzeň
9. České Budějovice

Morava:
1. Brno
2. Jihlava
3. Olomouc
4. Uherské Hradiště
5. Moravská Ostrava

Slezsko:
1. Těšín

Slovensko:
1. Bratislava
2. Nitra
3. Zvolen
4. Turčianský sv. Martin
5. Liptovský sv. Mikuláš
6. Košice

Výše uvedená reforma nebyla v českých zemích nikdy uvedena v praxi. Župy v tomto rozsahu byly zavedeny pouze na Slovensku, kde dokonce proběhly 30. září 1923 volby do župních zastupitelstev. V roce 1927 byla provedena nová správní reforma, oficiálně byla vydána zákonem č. 125/1927 Sb. z. a n. s účinností od 1. července 1928. (V historických českých zemích však s účinností až od 1. prosince 1928.) Na základě tohoto zákona byly vytvořeny pouze 4 správní celky: země.

### Slovensko
Na Slovensku župy existovaly již od doby uherské nadvlády a v té době navazovaly na kmenové celky ještě z doby před příchodem Maďarů. Po vyhlášení ČSR v roce 1918 byla stará státní správa převzata (týkalo se to šestnácti žup), jejich hranice se pouze přizpůsobily nové státní hranici s Maďarskem. Nově pak župy na Slovensku existovaly v letech 1923–1928. Obnoveny byly v změněné podobě krátkodobě, za druhé světové války v tehdejším Slovenském státu. 
Od roku 1996 se Slovensko člení na kraje jako jednotky státní správy, a na samosprávné kraje, kterým se neoficiálně říká župa (alternativní název). Představiteli samosprávního kraje se neoficiálně říká župan.

### Rumunsko
Rozdělení Rumunska na župy („judeţe“) bylo vytvořeno v 19. století podle vzoru francouzských departementů. V době socialismu se členění Rumunska změnilo na rajóny podle sovětského vzoru, ale za nedlouhou dobu (roku 1968) se opět vrátilo k rozdělení platnému dodnes.

### Chorvatsko
V zemi bylo v roce 1992 na základě ústavy z roku 1990 zavedeno župní zřízení a jen s malými změnami přetrvalo až dodnes.
V době Jugoslávie se Chorvatsko dělilo na tzv. opčiny (chorvatsky općina), ty byly menší než dnešní župy. Tento název dnes nesou okresy, na něž se současné župy dělí. Dnešní opčiny jsou ale menší, než jejich předchůdkyně.
Každá župa má svůj vlastní sněm (chorvatsky županijska skupština), který je volen na čtyřleté období. Župní sněm volí vládu župy (župana jako hlavu exekutivy a maximálně 12 podžupanů), schvaluje roční rozpočet, rozhoduje o majetku župy a tak podobně.